# Грос Кројц (Хафел)
Грос Кројц (њем. Groß Kreutz) општина је у њемачкој савезној држави Бранденбург. Једно је од 38 општинских средишта округа Потсдам-Мителмарк. Према процјени из 2010. у општини је живјело 8.300 становника. Посједује регионалну шифру (AGS) 12069249.

## Географски и демографски подаци
Грос Кројц се налази у савезној држави Бранденбург у округу Потсдам-Мителмарк. Општина се налази на надморској висини од 33 метра. Површина општине износи 99,0 km². У самом мјесту је, према процјени из 2010. године, живјело 8.300 становника. Просјечна густина становништва износи 84 становника/km².